# Alexandre Briant
Pour les articles homonymes, voir Briant.
Alexandre Briant, né le 17 août 1556 à Somerset et exécuté le 1er décembre 1581 à Tyburn (Londres), est un prêtre jésuite anglais. Condamné et pendu en raison de sa foi catholique, il a été canonisé par Paul VI en 1970.

## Biographie
Alexandre étudie à Hart Hall et Balliol College (université d’Oxford), où la rencontre avec Robert Persons le fait revenir à la foi catholique. Souhaitant devenir prêtre, il traverse la Manche pour poursuivre des études au collège des catholiques anglais à Douai, dans les Pays-Bas méridionaux.
Il est ordonné prêtre à Cambrai le 29 mars 1578 et retourne peu après en Angleterre (août 1579), dans sa région natale, le Somerset, pour un travail pastoral clandestin très dangereux.
Briant est découvert et arrêté le 28 avril 1581. En fait c’est surtout Robert Parsons qui est recherché. Par la torture, on tente d’obtenir de Briant des informations sur Parsons, dont les autorités savaient qu’il était un ami et proche collaborateur. Transféré à la tour de Londres, Briant y subit de graves sévices, mais ne parle pas. Dans une lettre à des amis jésuites, il écrit qu’il n’a ressenti aucune douleur durant les séances de tortures subies, ajoutant : « Je ne sais si c’est miraculeux ou pas : Dieu le sait… ».

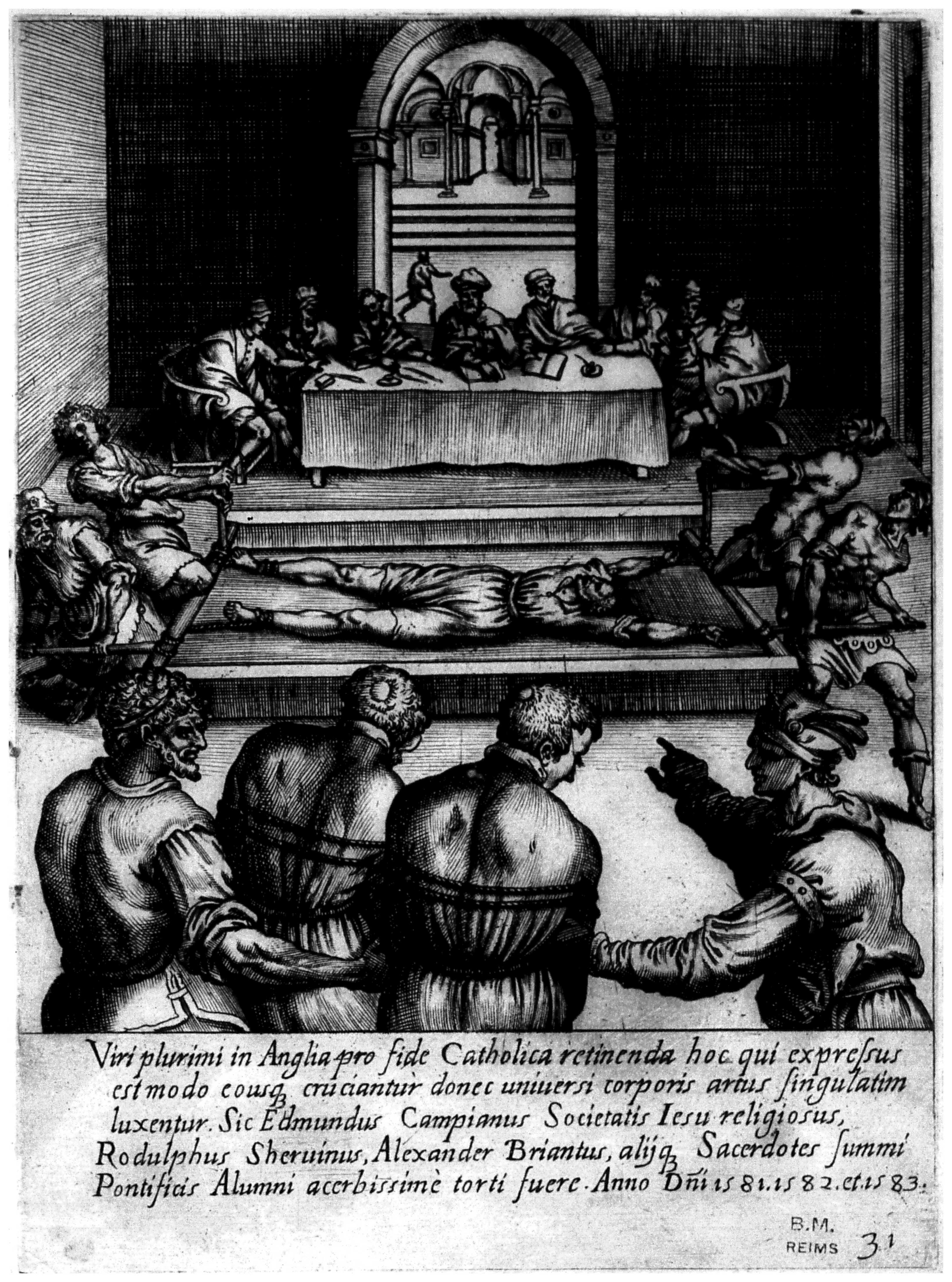
Torture à Londres par écartèlement de Edmund Campion, Ralph Sherwin, et Alexander Briant. Gravure de la bibliothèque de Reims (1631).

Alors qu’il est prisonnier à Londres, Briant demande son admission dans la Compagnie de Jésus et y est reçu quelque temps avant l’ouverture de son procès, le 16 novembre 1581. Avec six autres prêtres, il est accusé de haute trahison : il complote avec Rome et les autres ennemis de la nation. Il chercherait à assassiner la Reine et subvertir le Royaume.
Briant s’est fait une petite croix de bois sur laquelle il a dessiné au charbon la figure du Christ. Comme témoignage de son sacerdoce, il s’est fait tonsurer. Croix en main, il dirige la procession des accusés vers le tribunal.
Briant est condamné à mort. Le jour précédent, trois autres jésuites (Edmond Campion, Thomas Cottam et James Bosgrave) avec quatre prêtres diocésains et un laïc avaient dû faire face aux mêmes accusations. Ils reçurent la même sentence de mort. Le 1er décembre 1581, Briant est pendu, traîné et écartelé', avec Edmond Campion et le prêtre séculier Ralph Sherwin. Il n’a que vingt-cinq ans Edmund Campion and Ralph Sherwin were also executed with him.

## Vénération
Béatifié le 29 décembre 1886 par le pape Léon XIII et compté parmi une première liste de Cinquante-quatre martyrs anglais, Alexandre Briant est canonisé par Paul VI le 25 octobre 1970, avec un autre groupe de martyrs, les saints quarante martyrs d'Angleterre et du pays de Galles.
Liturgiquement, il est commémoré le 1er décembre, et le 25 octobre avec les quarante martyrs.